# Saladar de Makgadikgadi
El Saladar de Makgadikgadi és una salina natural situada al mig de la sabana seca del nord-est de Botswana i és una de les salines més grans del món. L'actual conca és tot el que queda del que va ser l'enorme llac Makgadikgadi, que abans cobria una àrea tan gran com el territori de Suïssa, però que es va anar assecant des de fa desenes de milers d'anys.
Situat al sud-est del delta de l'Okavango i envoltat pel desert del Kalahari, Makgadikgadi, tècnicament, no és una sola conca, sinó diverses amb un desert sorrenc entremig, el més gran és el Sua (Sowa), Nwetwe i Nxai Pans. La cubeta o conca més gran té uns 4.921,0 km². En comparació, el Salar d'Uyuni a Bolívia, que és un sol saladar de 10.619,0 km², que poques vegades té molta aigua i, en general, es diu que és la salina més gran del món.
La major part de l'any, les conques del Makgadikgadi estan cobertes d'aigua i herba de manera estacional, i aleshores són un refugi d'ocells i animals en aquesta part del món tan àrida. El clima és càlid i sec, però amb pluges anuals regulars. Les salines cobreixen en conjunt 16.057,9 km² a la conca del Kalahari i formen el llit de l'antic llac Makgadikgadi. El lloc més baix de la conca és Sua Pan amb una elevació de 890 m. La principal font d'aigua és el riu Nata, anomenat Amanzanyama a Zimbabwe, que neix a Sandown a uns 59,5 km de Bulawayo. El riu Boteti hi aporta una menor quantitat d'aigua des del delta de l'Okavango.

## Geologia
Quan l'antic llac Makgadikgadi es va reduir, hi restaren petits llacs a les vores a la part sud-oest de la conca, on a diferents alçades es poden observar encara les seves formes formes romanents a Gidikwe Ridge, a l'oest del riu Boteti.
Els processos geològics posteriors ocorreguts a la conca no s'entenen encara prou bé. Hom pensa que hi va haver una deformació còncava de l'escorça i tensions a les falles que l'envolten. L'eix del graben principal va del nord-est al sud-oest. Kubu i Kukome són "illes" o zones isolades de roques magmàtiques a la salina de Sua.
Es creu que l'antic llac Makgadikgadi, tenia una superfície de 80.000 km². Actualment el llit d'aquest llac està gairebé sempre sec. Les sorres que hi ha al fons són procedents de basalts i gresos que es van dipositar durant el Triàsic, ara fa 300 milions d'anys i les restes i formacions rocoses són inusuals. Al Cretaci, fa uns 80 milions d'anys, es van obrir esquerdes a l'escorça que vessaren material magmàtic molt fluid conegut com akimberlita. Les altes pressions i temperatures produïren els diamants que es troben a la zona.
Els moviments tectònics, d'ara fa 800.000 anys van canviar el curs dels rius de la zona que desembocaven a l'oceàiatge cap a l'oceà (l'Okavango i el Zambezi). L'assecament del llac, per causa d'altres moviments, es produeix en els darrers 10.000 anys.
Al sud del Sua Pan són visibles de les ribes del que va ser el llac "prehistòric" on es conserven indicis de l'erosió produïda per les onades del llac.

## Medi físic
La precipitació mitjana anual és de 450 a 500 mm. Les temperatures mitjanes giren al voltant dels 35 °C i a l'estiu assoleixen els 44 °C. Els sòls de les conques estan gairebé erms de vegetació macròfita. al saladasr, hi domina una fina capa d'algues blau-verdoses, durant l'època de pluges. Les maresmes ocupen el voltant dels racons més humits de les conques.

## Primers homínids
Estudis recents sobre l'ADN mitocondrial humà apunten que l'Homo sapiens va evolucionar en aquesta regió fa uns 200.000 anys, quan el territori encara era excepcionalment fèrtil amb llacs, rius, aiguamolls, boscos i prats favorables per a l'hàbitat i l'evolució dels homínids i altres mamífers. S'hi han trobat eines de pedra i hi pasturava bestiar abans de l'Holocè.

## Flora i fauna
Les conques són un desert salat. L'única vegetació és una fina capa d'algues blau-verdoses. Els marges de la conca són salines i més enllà estan encerclats per praderies i per sabana arbustiva. Els baobabs, molt puntuals, que es troben a la zona, funcionen com a punts de referència locals.
A l'indret hi ha poca vida salvatge. Durant l'estació seca hi bufen forts vents calents i només hi resta aigua salada, però després d'una pluja la conca es converteix en un hàbitat important per als animals en migració, com ara els nyus i una de les poblacions de zebres més grans d' Àfrica, i darrera seu els grans depredadors. L'estació plujosa també porta ocells migratoris com els ànecs, oques i grans pelicans blancs. La conca és la llar d'una de les dues úniques poblacions reproductores de flamencs més grans al sud d'Àfrica a la conca de Soa, una de les conques de Makgadikgadi. Les úniques aus que aguanten l'estació seca són els estruços, els corriols pàl·lids (Charadrius pallidus) i els corriols pequaris (Charadrius pecuarius). Les praderies dels marges de la conca són la llar de rèptils com les tortugues, llangardaixos (Varanus albigularis), inclòs l'endèmic llangardaix espinós (Agama hispida makgadikgadiensis). L'aigua salada de la regió acull el crustaci Moina belli.
Les salines estan envoltades majoritàriament de prats extensos i oberts. Durant i després de l'estació de pluges, atrauen molts animals salvatges com antílops i zebres. El parc nacional de Nxai Pans es troba a la ruta migratòria dels ramats d'animals entre el delta de l'Okavango i el parc nacional de Hwange a Zimbabwe i les praderies del sud del parc nacional de Makgadikgadi Pans. Durant tot l'any s'hi poden veure lleons, girafes, kudus, xacals de llom negre, gaseles saltadores, impales i guineus d'orelles de ratpenat. Durant l'època de pluges, de desembre a abril, s'hi afegeixen antílops oryx, elefants i milers de zebres. Els estruços i nombroses espècies d'ocells complementen la fauna. La major part dels animals pareixen la seva descendència durant l'estació de pluges.
Cap al mes de desembre, els elefants que ressegueixen el riu Boteti de retorn cap al nord. A la zona hi resten tolls i pous d'aigua força grans perquè s'hi quedin els hipopòtams. Després de les primeres pluges, els ocells aquàtics, sobretot els flamencs, fan nius i crien a les vores del riu.

## Amenaces i preservació
Les salines són una àrea inhòspita i amb poca intervenció humana. Això fa que es conservin en bon estat. L'entorn de les salines s'utilitza per a les pastures, on hi ha algunes tanques que impedeixen la migració de la fauna. La reserva de caça Makgadikgadi Pans és un lloc de grans migracions de zebres i nyus des del riu Boteti fins a Nwetwe Pan. El saladar està reconegut internacionalment com una àrea de vida salvatge. Actualment la zona és poc poblada i els habitants depenen principalment de la ramaderia i l'agricultura de subsistència i els grans carnívors son vistos com un obstacle.